# Dubravice Gornje
Dubravice Gornje är en ort i Bosnien och Hercegovina.   Den ligger i distriktet Brčko, i den nordöstra delen av landet, 110 km norr om huvudstaden Sarajevo. Dubravice Gornje ligger 206 meter över havet och antalet invånare är 319.
Terrängen runt Dubravice Gornje är platt åt nordost, men åt sydväst är den kuperad.Närmaste större samhälle är Brčko, 12,0 km norr om Dubravice Gornje. 
Omgivningarna runt Dubravice Gornje är en mosaik av jordbruksmark och naturlig växtlighet. Runt Dubravice Gornje är det ganska tätbefolkat, med 67 invånare per kvadratkilometer.